# 國際記者聯盟
國際記者聯盟（英語：International Federation of Journalists，縮寫为IFJ）是世界最大的國際性記者組織，其宗旨在於保護與強化記者的人權與自由。
該組最早成立於1926年，原總部設於巴黎。其後經歷1946年、1952年兩次重組，如今全球已有約60萬名會員，分佈於100多個國家，目前總部位於比利時的布魯塞爾。其官方語言為英語、法語及西班牙語。

## 外部連結
- 國際記者聯盟（页面存档备份，存于）
- International News Safety Institute